# Felix Frank
Felix Frank (Wenen, 31 oktober 1876 - Innsbrück, 2 maart 1957) was een Oostenrijks politicus (GDVP) en diplomaat. Hij was van 1922 tot 1924 vicekanselier van Oostenrijk. 
Na het behalen van zijn doctorstitel in de rechten was hij werkzaam als openbaar aanklager. Hij engageerde zich na de Eerste Wereldoorlog voor de Großdeutsche Volkspartei (GDVP) en was van 1920 tot 1925 lid van de Nationale Raad (lagerhuis van het parlement). Van 31 mei 1922 tot 20 november 1924 was hij vicekanselier en minister van Binnenlandse Zaken en Onderwijs (1922-1923) en van Justitie (1923-1924). 

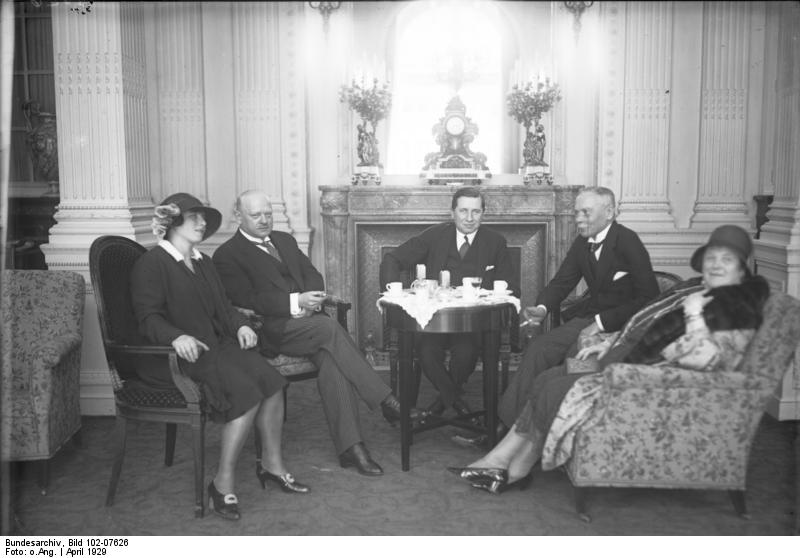
Felix Frank, geflankeerd aan zijn rechterhand door de Duitse minister van Buitenlandse Zaken Gustav Stresemann en kolonel-generaal van de Reichswehr Hans von Seeckt, gelukwensen ter gelegenheid van zijn huwelijk (Berlijn, 1929)

Felix Frank werd in 1925 benoemd tot Oostenrijks gezant in Berlijn, een post die hij tot 1932 bekleedde. 